# 판노니아 변경
판노니아 변경(March of Pannonia) 또는 동방 변경(라틴어: marcha orientalis 마르카 오리엔탈리스[*])은 카롤루스 제국의 변경들 중 하나로, 로마 제국의 판노니아 속주의 이름을 따서 이렇게 부른다. 9세기 중반 대모라비아를 위협했던 아바르 카간국을 정벌하고 그 땅에 설치했다. 문헌에는 "바바리인의 왕국 동쪽 끄트머리(라틴어: terminum regni Baioariorum in Oriente)"라고 되어 있고, "(바이에른) 동방변경"이라고도 했는데, 오늘날의 오스트리아의 전신이 되는 오스트리아 변경백국의 전신이 이 동방변경이 된다. 동프랑크인의 왕들이 여기에 변경백을 부임시켜 변경을 다스렸다.